# Асаране-Бурун
Асаране-Бурун (крим. Asarane Burun) — руїни середньовічного укріпленого поселення X—XIII століття, розташовані на вершині однойменної гори, за 4,5 км на північний захід від села Буюк-Мускомія, на лівому березі річки Чорна (Казикли-Озен).

## Опис
Укріплення розташоване на вершині гори, витягнувшись із заходу на схід. Південний і східний схили урвисті, висота урвищ 3-5 м, північний схил є більш пологим. Стіни фортеці (товщиною 1,5-2,3 м, збереглися заввишки до 2,2-2,5 м) складені з бутового каменю різного розміру насухо, площа укріплення близько 3,2 гектара. Стіни були влаштовані по всьому периметру, завдовжки близько 1500 м, веж не було, у фортецю вело чотири входи: зі сходу, південного сходу, південного заходу й заходу — до нього (з воротами завширшки 2,3 м) йшла колісна дорога завширшки 2,5-3 м, решта входів була невеликими хвіртками по 1,4 м, для людей і в'ючних тварин. Усередині фортеці всюди видно сліди будівель і підрубаних майданчиків для них — однокімнатних і двокімнатних будівель, всього було понад 100 будинків. Будівництво цього, як і багатьох інших укріплень у XIII столітті, історики пов'язують із монгольськими вторгненнями до Криму (починаючи з 1223 року), сельджукською експансією та включенням гірського Криму до зони впливу Трапезундської імперії.
Першим з істориків на фортецю звернув увагу Василь Кондаракі 1867 року, однак у подальшому її не досліджували й не проводили розкопок.
Існує версія, що Асаране-Бурун перебувало у володіннях князівства Феодоро.